# Cá chép răng Valencia
Valencia hispanica hay Cá chép răng Valencia là một loài cá nước ngọt trong họ Valenciidae đặc hữu cho cộng đồng Valencia, Tây Ban Nha.
Môi trường sống tự nhiên của nó là đầm lầy, suối nước ngọt, đầm phá nước ngọt ven biển. Nó bị đe dọa bởi ô nhiễm và mất môi trường sống.

## Hình ảnh

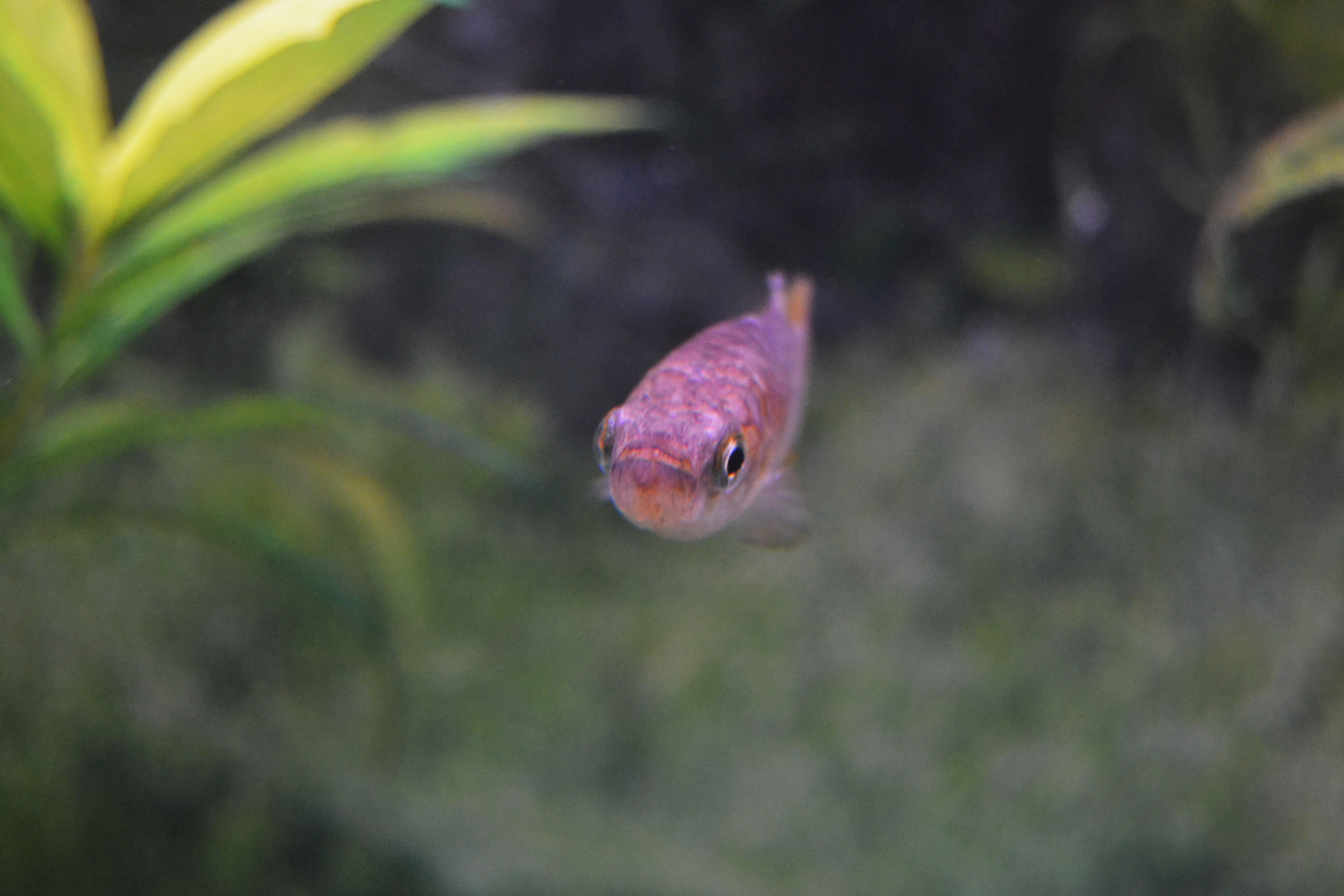
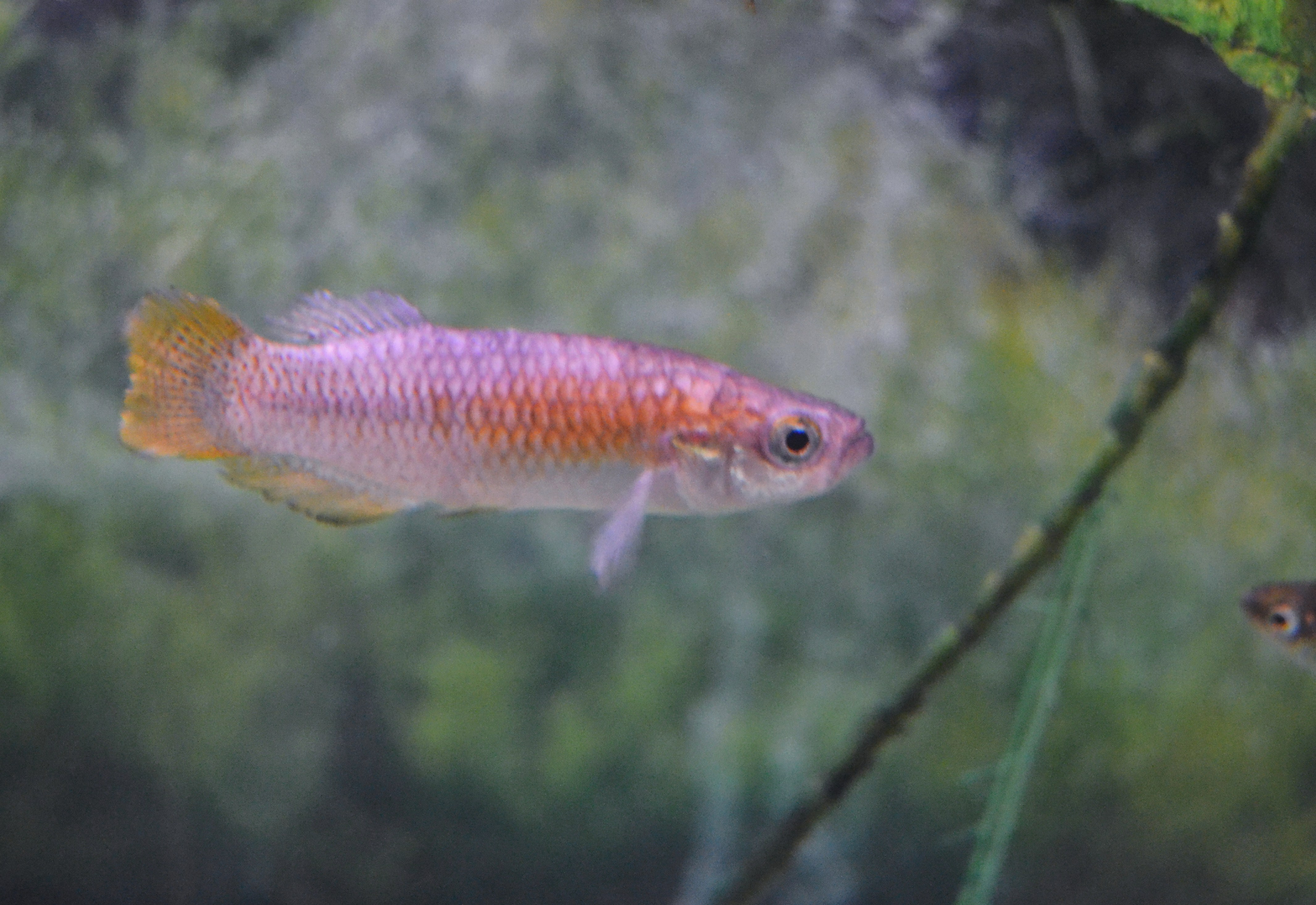
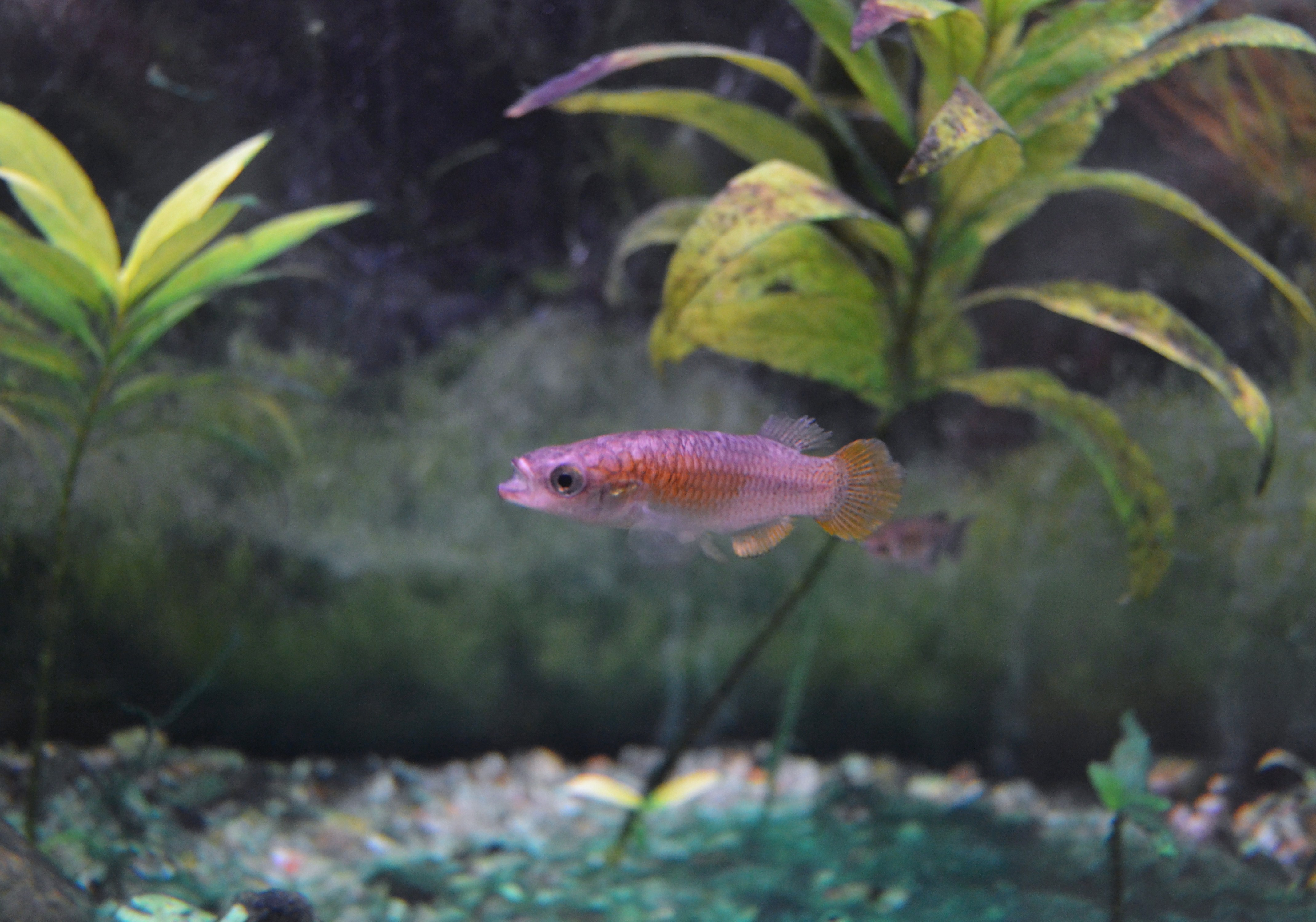

## Mô tả
Nó là một con cá nhỏ có màu sắc giữa màu nâu nhạt vàng. Con đực trưởng thành dao động từ 4–8 cm và có thể được phân biệt với con cái trong đó các vành vây là màu cam. Ngoài ra, con cái lớn hơn một chút so với con đực ở cùng độ tuổi.